# Rammelsbergita
La rammelsbergita és un mineral de la classe dels sulfurs que pertany al grup löllingita. Rep el seu nom del mineralogista Karl Friedrich August Rammelsberg (1813-1899). Va ser descoberta l'any 1854 a les Muntanyes Metal·líferes, a l'estat de Saxònia (Alemanya).

## Característiques

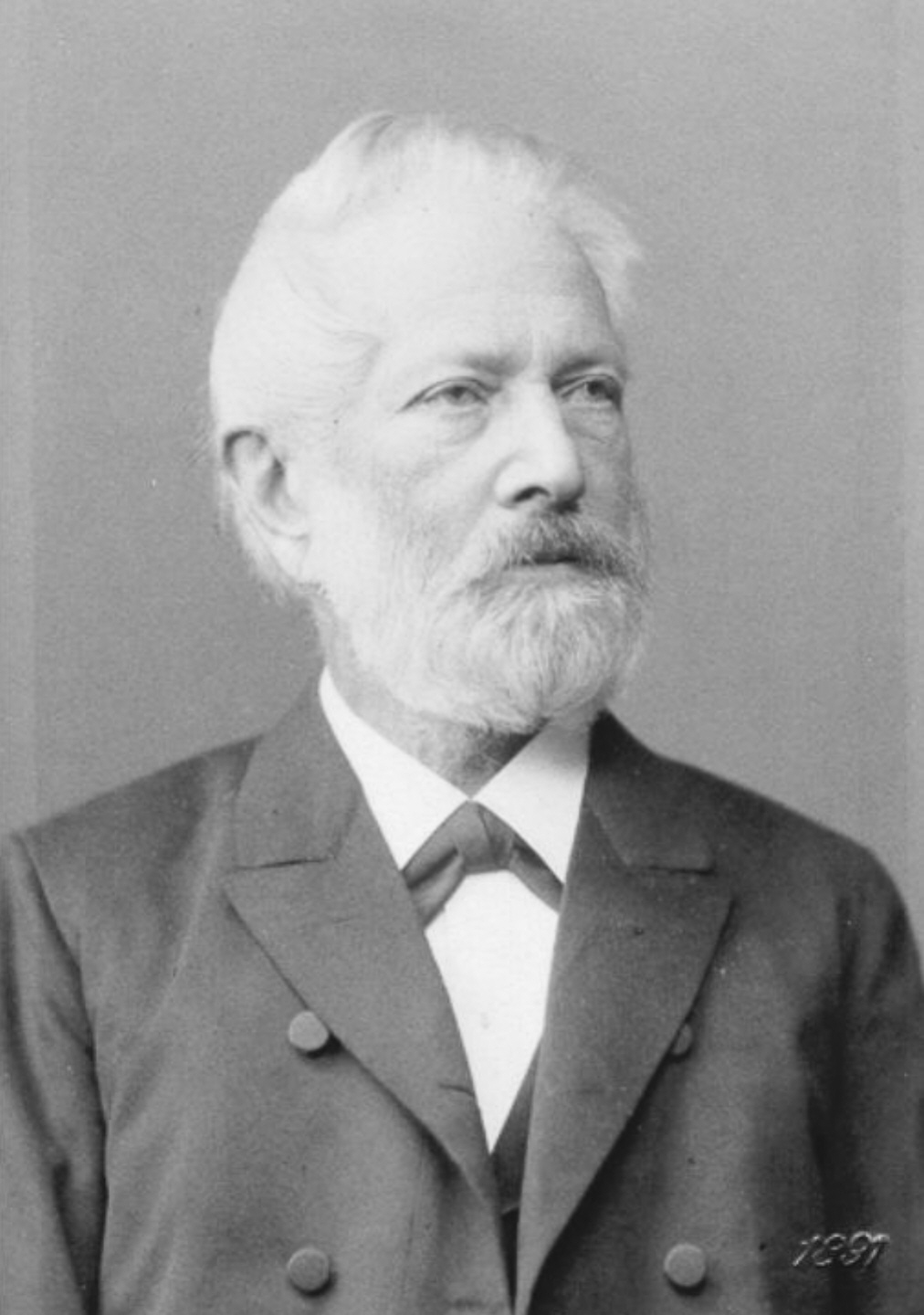
Karl Friedrich August Rammelsberg (1813-1899)

La rammelsbergita és un arsenur simple de níquel. És isoestructural amb la marcassita (FeS₂), i polimorfa amb dos minerals de la mateixa fórmula química però que cristal·litzen en altres sistemes: la krutovita i la pararammelsbergita. A més dels elements de la seva fórmula, sol portar com impureses: cobalt, seleni, sofre, ferro i antimoni. Es pot extreure a les mines com a mena del níquel.
Segons la classificació de Nickel-Strunz, la rammelsbergita pertany a «02.EA: Sulfurs metàl·lics, M:S = 1:2, amb Fe, Co, Ni, PGE, etc.» juntament amb els següents minerals: aurostibita, bambollaita, cattierita, erlichmanita, fukuchilita, geversita, hauerita, insizwaita, krutaita, laurita, penroseita, pirita, sperrylita, trogtalita, vaesita, villamaninita, dzharkenita, gaotaiita, alloclasita, costibita, ferroselita, frohbergita, glaucodot, kullerudita, marcassita, mattagamita, paracostibita, pararammelsbergita, oenita, anduoita, clinosafflorita, löllingita, nisbita, omeiita, paxita, safflorita, seinäjokita, arsenopirita, gudmundita, osarsita, ruarsita, cobaltita, gersdorffita, hol·lingworthita, irarsita, jolliffeita, krutovita, maslovita, michenerita, padmaita, platarsita, testibiopal·ladita, tolovkita, ullmannita, willyamita, changchengita, mayingita, hollingsworthita, kalungaita, milotaita, urvantsevita i rheniita.

## Formació i jaciments
Es troba a l'interior de masses metàl·liques de brillantor platejada, en filons hidrotermals de temperatura moderada amb altres minerals del níquel i del cobalt. Sol trobar-se associada a altres minerals com: skutterudita, safflorita, löllingita, niquelina, bismut natiu, plata nativa, algodonita, domeykita o uraninita. A Catalunya s'ha descrit a la mina Atrevida de Vimbodí (Conca de Barberà)